# Aleiodes hemipterus
Aleiodes hemipterus är en stekelart som först beskrevs av Marshall 1897.  Aleiodes hemipterus ingår i släktet Aleiodes och familjen bracksteklar. Inga underarter finns listade i Catalogue of Life.